# Majesco Entertainment
Majesco Entertainment était un éditeur américain de jeux vidéo fondé en 1986, dont le siège social se situait à Edison dans le New Jersey.
Majesco est notamment connu pour avoir fabriqué sous licence Sega des rééditions de consoles de jeux vidéo Genesis 3 (une Mega Drive 3) et Game Gear Core System.
Par manque d'argent, Majesco n'a pas eu d'alternative que de vendre deux licences. La cession des droits de The Darkness et Ghost Rider a rapporté 8 millions de dollars à l'éditeur.
En août 2015, Majesco annonce que la compagnie ne compte plus que 5 employés. L'éditeur se concentre sur l'édition de jeux mobiles et de jeux en téléchargement. Le jeu Glue et une version HD de A Boy and His Blob sont annoncés.
En décembre 2016, Majesco annonce qu'il cesse définitivement son activité dans l'industrie du jeu vidéo et qu'il fusionne avec l'entreprise de biotechnologie PolarityTE. Zumba Fitness restera le plus grand succès de l'éditeur, avec plus de 8 millions de ventes.

## Studio interne
Pipe Dream Interactive était chargé du développement en interne de plusieurs titres principalement entre 2000 et 2001.

## Jeux édités
- Advent Rising (Xbox, PC)
- Æon Flux (PlayStation 2, Xbox)
- Age of Empires: The Age of Kings (Nintendo DS)
- Air Traffic Chaos (Nintendo DS)
- Alvin et les Chipmunks 2 (Nintendo DS, Wii)
- Alvin et les Chipmunks 3 (Nintendo DS, Wii, Xbox 360)
- Attack of the Movies 3D (Wii, Xbox 360)
- ATV: Quad Frenzy (Nintendo DS)
- Away: Shuffle Dungeon (Nintendo DS), édité en Amérique du Nord
- Babysitting Mama (Wii)
- Babysitting Mania (Nintendo DS)
- BattleBots: Beyond the BattleBox (Game Boy Advance)
- BattleBots: Design & Destroy (Game Boy Advance)
- Black and Bruised (GameCube, PlayStation 2)
- Blast Works: Build, Trade, Destroy (Wii)
- Blokus Portable: Steambot Championship (PSP)
- BloodRayne (PlayStation 2, GameCube, Xbox, PC)
- BloodRayne 2 (PlayStation 2, Xbox, PC)
- BloodRayne: Betrayal (PSN, Xbox 360)
- BlowOut (PlayStation 2, GameCube, Xbox et Xbox Originals sur Xbox 360, PC)
- Bomberman Generation (GameCube)
- Bomberman Max 2: Blue Advance (Game Boy Advance)
- Bomberman Max 2: Red Advance (Game Boy Advance)
- Boxing Fever (Game Boy Advance)
- A Boy and His Blob (Nintendo 3DS, Wii)
- Brain Boost: Beta Wave (Nintendo DS), édité en Amérique du Nord
- Brain Boost: Gamma Wave (Nintendo DS), édité en Amérique du Nord
- Bust-a-Move Bash! (Wii)
- Bust-a-Move Deluxe (Nintendo DS)
- Bust-a-Move DS (Nintendo DS), édité en Amérique du Nord
- Camping Mama (Nintendo DS), édité en Amérique du Nord
- Cooking Mama (Nintendo DS), édité en Amérique du Nord
- Cooking Mama: Cook Off (Wii), édité en Amérique du Nord
- Cooking Mama 2 : Tous à table (Nintendo DS), édité en Amérique du Nord
- Cooking Mama: World Kitchen (Wii), édité en Amérique du Nord
- Cooking Mama 3 (Nintendo DS), édité en Amérique du Nord
- Crafting Mama (Nintendo DS)
- Dance Sensation! (Wii)
- The Daring Game for Girls (Nintendo DS, Wii)
- Dark Arena (Game Boy Advance)
- Data East Arcade Classics (Wii)
- Dawn of Heroes (Nintendo DS)
- Dino Master (Nintendo DS)
- Double Dragon: Neon (PSN, XBLA)
- Drake of the 99 Dragons (Xbox, PC)
- Drama Queens (Nintendo DS)
- Eco-Creatures: Save the Forest (Nintendo DS), édité en Amérique du Nord
- Escape the Museum (Wii)
- F24: Stealth Fighter (Nintendo DS)
- Face Racers: Photo Finish (Nintendo 3DS)
- Fish Tycoon (Nintendo DS)
- Flip's Twisted World (Wii)
- Fortress (Game Boy Advance)
- Furu Furu Park (Wii), édité en Amérique du Nord
- FusionFall (PC)
- Gardening Mama (Nintendo DS), édité en Amérique du Nord
- Go Play: Circus Star (Wii)
- Go Play: City Sports (Wii)
- Go Play: Lumberjacks (Wii)
- Golden Nugget Casino DS (Nintendo DS)
- Greg Hastings' Paintball 2 (PSN, Wii, Xbox 360)
- Guilty Gear: Dust Strikers (Nintendo DS)
- Guilty Gear Judgment (PSP)
- Gun Metal (Xbox, PC)
- Hello Kitty Party (Nintendo DS)
- The Hidden (Nintendo 3DS)
- Hot 'n' Cold (DSiWare)
- Hulk Hogan's Main Event (Kinect)
- HSX: Hypersonic Xtreme (PlayStation 2)
- Infected (PSP)
- Jaws Unleashed (PlayStation 2, Xbox, PC)
- Jillian Michaels' Fitness Ultimatum 2009 (Wii)
- Jillian Michaels' Fitness Ultimatum 2010 (Nintendo DS, Wii)
- Jillian Michaels' Pocket Trainer (Nintendo DS)
- Kengo: Legend of the 9 (Xbox 360)
- Tous Ambidextres ! (Nintendo DS)
- Tous Ambidextres ! 2 (Nintendo DS)
- Let's Draw (Nintendo DS)
- Lion's Pride: Adventures in the Serengeti (Nintendo 3DS)
- Mad Dog McCree: Gunslinger Pack (Wii)
- Major Minor's Majestic March (Wii)
- Marker Man Adventures (Nintendo DS)
- MechAssault: Phantom War (Nintendo DS)
- Mega Brain Boost (Nintendo DS)
- Monster Bomber (Nintendo DS)
- Monster Tale (Nintendo DS)
- Monster Trucks DS (Nintendo DS)
- My Baby 3 & Friends (Nintendo DS)
- Super Nacho (Nintendo DS)
- Nancy Drew et le Mortel Secret du Olde World Park (Nintendo DS)
- Nancy Drew: The Mystery of the Clue Bender Society (Nintendo DS)
- Nano Assault (Nintendo 3DS)
- Nanostray (Nintendo DS)
- Nanostray 2 (Nintendo DS)
- NBA Baller Beats (Kinect)
- The New York Times Crosswords (Nintendo DS)
- La Nuit au Musée 2 (Nintendo DS, Wii, Xbox 360, PC)
- Operation: Vietnam (Nintendo DS)
- Orchard (PC)
- Our House (Nintendo DS)
- Pyjama Sam : Héros de la nuit (Wii)
- Pet Pals: Animal Doctor (Nintendo DS)
- Pet Zombies in 3D (Nintendo 3DS)
- Phantom Dust (Xbox)
- Pirates Plund-Arrr (Wii)
- Pizza Delivery Boy (Wii)
- Powerbike (Nintendo DS)
- Psychonauts (PlayStation 2, Xbox, Xbox Originals sur Xbox 360, PC)
- Puffins: Island Adventure (Nintendo DS)
- Raze's Hell (Xbox et Xbox Originals sur Xbox 360)
- Rollin' Rascals (Nintendo DS)
- Sideswiped (Nintendo DS)
- Speedy Gonzales: Los Gatos Bandidos (SNES)
- James Renard : Opération Milkshake (Wii)
- Summer Camp Showdown (Wii)
- Super Black Bass Fishing (Nintendo DS)
- Super Caesars Palace (Mega Drive, SNES)
- Super Hornet F/A 18F (Game Boy Advance)
- Super Speed Machines (Nintendo DS)
- Swords (Wii)
- Teen Titans (Game Boy Advance, PlayStation 2, GameCube, Xbox), originellement édité par THQ
- Teen Titans 2 (Game Boy Advance)
- Texas Hold'Em Poker DS (Nintendo DS)
- Toon-Doku (Nintendo DS)
- Toy Shop (Nintendo DS)
- Turn It Around (Nintendo DS)
- Twister Mania (Kinect)
- Ultimate Game Room (Nintendo DS)
- Wild Earth: African Safari (Wii)
- Wonder World Amusement Park (Nintendo 3DS, Nintendo DS, Wii)
- Worms 4: Mayhem (Xbox), édité en Amérique du Nord
- Zoo Hospital (Nintendo DS, Wii)
- Zumba Fitness (Kinect, PlayStation Move, Wii)